# Meliphagidae
I Melifagidi (Meliphagidae Vigors, 1825) sono una famiglia di uccelli dell'ordine Passeriformes.

## Biologia
Si nutrono prevalentemente del nettare dei fiori.
Le somiglianze morfologiche con i nettarinidi africani, con i colibrì del Nuovo mondo e con i melifagidi hawaiani sono frutto di mera convergenza evolutiva, legata alla comune dieta nettarivora.

## Distribuzione e habitat
L'areale della famiglia si estende dall'Indonesia all'Australia, alla Nuova Zelanda e a diverse isole dell'oceano Pacifico del Sud.

## Tassonomia
La famiglia comprende 184 specie in 50 generi.
- Genere Sugomel Mathews, 1922
  - Sugomel nigrum  (Gould, 1838) - succiamiele nero.

- Genere Myzomela Vigors e Horsfield, 1827
  - Myzomela blasii (Salvadori, 1882) - mizomela scialba;
  - Myzomela albigula Hartert, 1898 - mizomela mentobianco;
  - Myzomela cineracea P. L. Sclater, 1879 - mizomela cenerina;
  - Myzomela eques (Lesson e Garnot, 1827) - mizomela golarossa;
  - Myzomela obscura Gould, 1843 - mizomela fosca;
  - Myzomela cruentata A. B. Meyer, 1874 - mizomela rossa;
  - Myzomela nigrita G. R. Gray, 1858 - mizomela nera;
  - Myzomela pulchella Salvadori, 1891 - mizomela della Nuova Irlanda;
  - Myzomela kuehni Rothschild, 1903 - mizomela monaca;
  - Myzomela erythrocephala Gould, 1840 - mizomela testarossa;
  - Myzomela dammermani Siebers, 1928 - mizomela di Sumba;
  - Myzomela adolphinae Salvadori, 1876 - mizomela montana;
  - Myzomela boiei (S. Müller, 1843) - mizomela del Banda;
  - Myzomela chloroptera Walden, 1872 - mizomela di Sulawesi;
  - Myzomela wakoloensis H. O. Forbes, 1883 - mizomela del Wakolo;
  - Myzomela sanguinolenta (Latham, 1801) - mizomela scarlatta;
  - Myzomela caledonica W. A. Forbes, 1879 - mizomela della Nuova Caledonia;
  - Myzomela cardinalis (J. F. Gmelin, 1788) - mizomela cardinale;
  - Myzomela chermesina G. R. Gray, 1846 - mizomela di Rotuma;
  - Myzomela rubratra (Lesson, 1827) - mizomela di Micronesia;
  - Myzomela sclateri W. A. Forbes, 1879 - mizomela mentoscarlatto;
  - Myzomela pammelaena P. L. Sclater, 1877 - mizomela ebano;
  - Myzomela lafargei Pucheran, 1853 - mizomela nucascarlatta;
  - Myzomela eichhorni Rothschild e Hartert, 1901 - mizomela culgiallo;
  - Myzomela malaitae Mayr, 1931 - mizomela panciarossa;
  - Myzomela melanocephala (E. P. Ramsay, 1879) - mizomela testanera;
  - Myzomela tristrami E. P. Ramsay, 1881 - mizomela fuligginosa;
  - Myzomela jugularis Peale, 1848 - mizomela pettoarancio;
  - Myzomela erythromelas Salvadori, 1881 - mizomela pancianera;
  - Myzomela vulnerata (S. Müller, 1843) - mizomela gropparossa;
  - Myzomela rosenbergii Schlegel, 1871 - mizomela dal collare.

- Genere Gliciphila Swainson, 1837
  - Gliciphila melanops (Latham, 1801) - succiamiele capofulvo.

- Genere Glycichaera Salvadori, 1878
  - Glycichaera fallax Salvadori, 1878 - succiamiele dorsoverde.

- Genere Ptiloprora De Vis, 1894
  - Ptiloprora plumbea (Salvadori, 1894) - succiamiele piombato;
  - Ptiloprora meekiana (Rothschild e Hartert, 1907) - succiamiele strieoliva;
  - Ptiloprora erythropleura (Salvadori, 1876) - succiamiele fianchirossicci;
  - Ptiloprora guisei (De Vis, 1894) - succiamiele dorsorossiccio;
  - Ptiloprora mayri Hartert, 1930 - succiamiele di Mayr;
  - Ptiloprora perstriata (De Vis, 1898) - succiamiele dorsonero.

- Genere Acanthorhynchus Gould, 1837
  - Acanthorhynchus tenuirostris (Latham, 1801) - spinorinco orientale;
  - Acanthorhynchus superciliosus Gould, 1837 - spinorinco occidentale.

- Genere Certhionyx Lesson, 1830
  - Certhionyx variegatus Lesson, 1830 - succiamiele bianconero.

- Genere Prosthemadera G. R. Gray, 1840
  - Prosthemadera novaeseelandiae (J. F. Gmelin, 1788) - tui.

- Genere Anthornis G. R. Gray, 1840
  - Anthornis melanura (Sparrman, 1786) - campanaro della Nuova Zelanda;
  - Anthornis melanocephala G. R. Gray, 1843 - campanaro delle Chatham †.

- Genere Pycnopygius Salvadori, 1880
  - Pycnopygius ixoides (Salvadori, 1878) - succiamiele disadorno;
  - Pycnopygius cinereus (P. L. Sclater, 1874) - succiamiele marmorizzato;
  - Pycnopygius stictocephalus (Salvadori, 1876) - succiamiele testastriata.

- Genere Cissomela Bonaparte, 1854
  - Cissomela pectoralis (Gould, 1841) - succiamiele fasciato.

- Genere Lichmera Cabanis, 1851
  - Lichmera lombokia (Mathews, 1926) - succiamiele caposquamato;
  - Lichmera argentauris (Finsch, 1871) - succiamiele oliva;
  - Lichmera limbata (S. Müller, 1843) - succiamiele d'Indonesia;
  - Lichmera indistincta (Vigors e Horsfield, 1827) - succiamiele bruno;
  - Lichmera incana (Latham, 1790) - succiamiele brunoscuro;
  - Lichmera alboauricularis (E. P. Ramsay, 1878) - succiamiele guanceargento;
  - Lichmera squamata (Salvadori, 1878) - succiamiele baffibianchi;
  - Lichmera deningeri (Stresemann, 1912) - succiamiele di Buru;
  - Lichmera monticola (Stresemann, 1912) - succiamiele di Seram;
  - Lichmera flavicans (Vieillot, 1817) - succiamiele guancegialle;
  - Lichmera notabilis (Finsch, 1898) - succiamiele pettonero.

- Genere Phylidonyris Lesson, 1830
  - Phylidonyris pyrrhopterus (Latham, 1801) - succiamiele semilunare;
  - Phylidonyris novaehollandiae (Latham, 1790) - succiamiele della Nuova Olanda;
  - Phylidonyris niger (Bechstein, 1811) - succiamiele guancebianche.

- Genere Trichodere North, 1912
  - Trichodere cockerelli (Gould, 1869) - succiamiele striebianche.

- Genere Grantiella Mathews, 1911
  - Grantiella picta (Gould, 1838) - succiamiele pittato.

- Genere Plectorhyncha Gould, 1838
  - Plectorhyncha lanceolata Gould, 1838 - succiamiele striato.

- Genere Xanthotis Reichenbach, 1852
  - Xanthotis polygrammus (G. R. Gray, 1862) - succiamiele macchiato;
  - Xanthotis macleayanus (E. P. Ramsay, 1875) - succiamiele di Macleay;
  - Xanthotis flaviventer (Lesson, 1828) - succiamiele pettofulvo;
  - Xanthotis provocator (E. L. Layard, 1875) - succiamiele di Kadavu.

- Genere Philemon Vieillot, 1816
  - Philemon meyeri Salvadori, 1878 - uccello frate di Meyer;
  - Philemon brassi Rand, 1940 - uccello frate di Brass;
  - Philemon citreogularis (Gould, 1837) - uccello frate minore;
  - Philemon kisserensis A. B. Meyer, 1884 - uccello frate grigio;
  - Philemon inornatus (G. R. Gray, 1846) - uccello frate di Timor;
  - Philemon fuscicapillus (Wallace, 1862) - uccello frate fosco;
  - Philemon subcorniculatus (Hombron e Jacquinot, 1841) - uccello frate di Seram;
  - Philemon moluccensis (J. F. Gmelin, 1788) - uccello frate faccianera;
  - Philemon plumigenis (G. R. Gray, 1858) - uccello frate delle Tanimbar;
  - Philemon buceroides (Swainson, 1838) - uccello frate dall'elmo;
  - Philemon novaeguineae (S. Müller, 1842) - uccello frate della Nuova Guinea;
  - Philemon yorki Mathews, 1912 - uccello frate bucero;
  - Philemon cockerelli P. L. Sclater, 1877 - uccello frate della Nuova Britannia;
  - Philemon eichhorni Rothschild e Hartert, 1924 - uccello frate della Nuova Irlanda;
  - Philemon albitorques P. L. Sclater, 1877 - uccello frate nucabianca;
  - Philemon argenticeps (Gould, 1840) - uccello frate capoargento;
  - Philemon corniculatus (Latham, 1790) - uccello frate chiassoso;
  - Philemon diemenensis (Lesson, 1831) - uccello frate della Nuova Caledonia.

- Genere Melitograis Sundevall, 1872
  - Melitograis gilolensis (Bonaparte, 1850) - uccello frate strato di bianco

- Genere Entomyzon Swainson, 1825
  - Entomyzon cyanotis (Latham, 1801) - succiamiele guanceblu.

- Genere Melithreptus Vieillot, 1816
  - Melithreptus gularis (Gould, 1837) - succiamiele mentonero;
  - Melithreptus validirostris (Gould, 1837) - succiamiele beccoforte;
  - Melithreptus brevirostris (Vigors e Horsfield, 1827) - succiamiele testabruna;
  - Melithreptus albogularis Gould, 1848 - succiamiele golabianca;
  - Melithreptus lunatus (Vieillot, 1802) - succiamiele nucabianca;
  - Melithreptus chloropsis Gould, 1848 - succiamiele dello Swan River
  - Melithreptus affinis (Lesson, 1839) - succiamiele testanera.

- Genere Foulehaio Reichenbach, 1852
  - Foulehaio carunculatus (J. F. Gmelin, 1788) - succiamiele caruncolato.

- Genere Nesoptilotis Mathews, 1913
  - Nesoptilotis leucotis (Latham, 1801) - succiamiele macchiebianche;
  - Nesoptilotis flavicollis (Vieillot, 1817) - succiamiele golagialla.

- Genere Ashbyia North, 1911
  - Ashbyia lovensis (Ashby, 1911) - uccello del gibber.

- Genere Epthianura Gould, 1838
  - Epthianura tricolor Gould, 1841 - melifago cremisi;
  - Epthianura aurifrons Gould, 1838 - melifago arancio;
  - Epthianura crocea Castelnau ed E. P. Ramsay, 1877 - melifago giallo;
  - Epthianura albifrons (Jardine e Selby, 1828) - melifago frontebianca.

- Genere Melilestes Salvadori, 1876
  - Melilestes megarhynchus (G. R. Gray, 1858) - succiamiele beccolungo.

- Genere Macgregoria De Vis, 1897
  - Macgregoria pulchra De Vis, 1897 -  - succiamiele di MacGregor.

- Genere Melipotes P. L. Sclater, 1874
  - Melipotes gymnops P. L. Sclater, 1874 - succiamiele degli Arfak;
  - Melipotes fumigatus A. B. Meyer, 1886 - succiamiele grigiofumo comune;
  - Melipotes carolae Beehler, Prawiradilaga, Fretes e N. Kemp, 2007 - succiamiele grigiofumo carnucolato;
  - Melipotes ater Rothschild e Hartert, 1911 - succiamiele picchiettato.

- Genere Timeliopsis Salvadori, 1876
  - Timeliopsis fulvigula (Schlegel, 1871) - beccodritto oliva;
  - Timeliopsis griseigula (Schlegel, 1871) - beccodritto fulvo.

- Genere Conopophila Reichenbach, 1852
  - Conopophila albogularis (Gould, 1843) - succiamiele bandarossiccia;
  - Conopophila rufogularis (Gould, 1843) - succiamiele golarossiccia;
  - Conopophila whitei (North, 1910) - succiamiele grigio.

- Genere Ramsayornis Mathews, 1912
  - Ramsayornis modestus (G. R. Gray, 1858) - succiamiele dorsobruno;
  - Ramsayornis fasciatus (Gould, 1843) - succiamiele pettobarrato.

- Genere Acanthagenys Gould, 1838
  - Acanthagenys rufogularis Gould, 1838 - succiamiele guancespinose.

- Genere Anthochaera Vigors e Horsfield, 1827
  - Anthochaera chrysoptera (Latham, 1801) - bargigliuto di macchia;
  - Anthochaera lunulata Gould, 1838 - bargigliuto minore;
  - Anthochaera carunculata (Shaw, 1790) - bargigliuto rosso;
  - Anthochaera paradoxa (Daudin, 1800) - bargigliuto giallo;
  - Anthochaera phrygia (Shaw, 1794) - succiamiele del reggente.

- Genere Bolemoreus Nyári e Joseph, 2011
  - Bolemoreus frenatus (E. P. Ramsay, 1874) - succiamiele dalle redini;
  - Bolemoreus hindwoodi (Longmore e Boles, 1983) - succiamiele di Eungella.

- Genere Caligavis Iredale, 1956
  - Caligavis chrysops (Latham, 1801) - succiamiele facciagialla;
  - Caligavis subfrenata (Salvadori, 1876) - succiamiele golanera;
  - Caligavis obscura (De Vis, 1897) - succiamiele oscuro.

- Genere Lichenostomus Cabanis, 1851
  - Lichenostomus melanops (Latham, 1801) - succiamiele ciuffigialli;
  - Lichenostomus cratitius (Gould, 1841) - succiamiele rimaviola.

- Genere Manorina Vieillot, 1818
  - Manorina melanophrys (Latham, 1801) - manorina campanara;
  - Manorina melanocephala (Latham, 1801) - manorina chiassosa;
  - Manorina flavigula (Gould, 1840) - manorina golagialla;
  - Manorina melanotis (F. E. Wilson, 1911) - manorina guancenere.

- Genere Meliarchus Salvadori, 1880
  - Meliarchus sclateri (G. R. Gray, 1870) - succiamiele di San Cristobal.

- Genere Melidectes P. L. Sclater, 1874
  - Melidectes fuscus (De Vis, 1897) - succiamiele fuligginoso;
  - Melidectes whitemanensis (Gilliard, 1960) - succiamiele delle Bismarck;
  - Melidectes nouhuysi (van Oort, 1910) - succiamiele barbacorta;
  - Melidectes princeps Mayr e Gilliard, 1951 - succiamiele barbalunga;
  - Melidectes ochromelas (A. B. Meyer, 1874) - succiamiele cigliacannella;
  - Melidectes leucostephes (A. B. Meyer, 1874) - succiamiele del Vogelkop;
  - Melidectes rufocrissalis (Reichenow, 1915) - succiamiele cigliagialle;
  - Melidectes foersteri (Rothschild e Hartert, 1911) - succiamiele di Huon;
  - Melidectes belfordi (De Vis, 1890) - succiamiele di Belford;
  - Melidectes torquatus P. L. Sclater, 1874 - succiamiele ornato.

- Genere Purnella Mathews, 1914
  - Purnella albifrons (Gould, 1841) - succiamiele frontebianca.

- Genere Stomiopera Reichenbach, 1852
  - Stomiopera unicolor (Gould, 1843) - succiamiele rimabianca;
  - Stomiopera flava (Gould, 1843) - succiamiele giallo.

- Genere Gavicalis Schodde e Mason, 1999
  - Gavicalis versicolor (Gould, 1843) - succiamiele vario;
  - Gavicalis fasciogularis (Gould, 1854) - succiamiele delle mangrovie;
  - Gavicalis virescens (Vieillot, 1817) - succiamiele canoro.

- Genere Ptilotula Mathews, 1912
  - Ptilotula flavescens (Gould, 1840) - succiamiele flavo;
  - Ptilotula fusca (Gould, 1837) - succiamiele fosco;
  - Ptilotula keartlandi (North, 1895) - succiamiele testagrigia;
  - Ptilotula plumula (Gould, 1841) - succiamiele frontegrigia;
  - Ptilotula ornata (Gould, 1838) - succiamiele piumegialle;
  - Ptilotula penicillata (Gould, 1837) - succiamiele piumebianche.

- Genere Meliphaga Lewin, 1808
  - Meliphaga mimikae (Ogilvie-Grant, 1911) - succiamiele pettomacchiato;
  - Meliphaga montana (Salvadori, 1880) - succiamiele di foresta;
  - Meliphaga orientalis (A. B. Meyer, 1894) - succiamiele montano;
  - Meliphaga albonotata (Salvadori, 1876) - succiamiele di macchia;
  - Meliphaga analoga (Reichenbach, 1852) - succiamiele mimo;
  - Meliphaga vicina (Rothschild e Hartert, 1912) - succiamiele di Tagula;
  - Meliphaga gracilis (Gould, 1866) - succiamiele gracile;
  - Meliphaga cinereifrons Rand, 1936 - succiamiele elegante;
  - Meliphaga flavirictus (Salvadori, 1880) - succiamiele rimagialla;
  - Meliphaga albilineata (H. L. White, 1917) - succiamiele lineato;
  - Meliphaga fordiana Schodde, 1989 - succiamiele del Kimberley;
  - Meliphaga reticulata Temminck, 1820 - succiamiele pettostriato;
  - Meliphaga aruensis (Sharpe, 1884) - succiamiele dorsopiumoso;
  - Meliphaga notata (Gould, 1867) - succiamiele macchiegialle;
  - Meliphaga lewinii (Swainson, 1837) - succiamiele di Lewin.

- Genere Guadalcanaria Hartert, 1929
  - Guadalcanaria inexpectata Hartert, 1929 - succiamiele di Guadalcanal.

- Genere Oreornis Oort, 1910
  - Oreornis chrysogenys van Oort, 1910 - succiamiele guancearancio.

- Genere Gymnomyza Reichenow, 1914
  - Gymnomyza viridis (E. L. Layard, 1875) - succiamiele gigante;
  - Gymnomyza samoensis (Hombron e Jacquinot, 1841) - mao;
  - Gymnomyza aubryana (J. Verreaux e Des Murs, 1860) - succiamiele corvino.

- Genere Myza A. B. Meyer e Wiglesworth, 1895
  - Myza celebensis (A. B. Meyer e Wiglesworth, 1894) - succiamiele guancescure;
  - Myza sarasinorum A. B. Meyer e Wiglesworth, 1895 - succiamiele vergato.

- Genere Stresemannia Meise, 1950
  - Stresemannia bougainvillei (Mayr, 1932) - succiamiele di Bougainville.

- Genere Glycifohia Mathews, 1929
  - Glycifohia undulata (Sparrman, 1787) - succiamiele barrato;
  - Glycifohia notabilis (Sharpe, 1899) - succiamiele delle Nuove Ebridi.